# Khafi Khan
Muhammad Hashim (c. 1664-1732), mais conhecido por seu título Khafi Khan, era funcionário público e historiador da Índia mogol. Ele é notável por criar Muntakhab-al Lubab, um livro em língua persa sobre a história da Índia.

## Biografia
Muhammad Hashim recebeu o título de Khafi Khan (ou Khwafi Khan) pelo imperador Maomé Xá, porque seus ancestrais vieram de Khaf (ou Khwaf) no atual Irão. A data e o local exato de seu nascimento são desconhecidos, mas ele provavelmente nasceu na Índia. Muntakhab-al Lubab afirma que ele completou 52 anos desde que atingiu a "idade da discrição", quando 74 anos se passaram após a morte do ministro de Shah Jahan, Sa'd Allah (ano islâmico de 1066). Assumindo a "idade de discrição" contemporânea com 14 anos, isso implica que Khafi Khan nasceu por volta de 1664.
O pai de Khafi Khan, Khwaja Mir, também era historiador e ocupou uma alta posição sob o príncipe mogol Murad. Khafi Khan provavelmente iniciou sua carreira como comerciante ou funcionário oficial e visitou Bombaim em 1693–1694, onde teve uma entrevista com um funcionário inglês. Khwaja Mir foi gravemente ferido na Batalha de Samugarh, na qual Murad foi derrotado por seu irmão Aurangzeb. Mais tarde, Khwaja Mir serviu Aurangzeb, e seu filho Khafi Khan também ocupou várias missões civis e militares durante o reinado de Aurangzeb (1658-1707).
Khafi Khan serviu aos sucessores de Aurangzeb, incluindo Bahadur I, Farrukhsiyar e Maomé Xá. Ele viveu em Decão e Guzarete, passando muito tempo em Surate. Ele também viveu em Ahmedabad, Rahuri e Champaner (cujo governo ele ocupou durante o reinado de Bahadur I). Seu Muntakhab-al Lubab cobre eventos até o início do 14.º ano do reinado de Maomé Xá, ou seja, 1732. Ele também escreveu um livro sobre a história de dinastias muçulmanas menores da Índia: este livro foi aparentemente um resumo do trabalho de Firishta, e apenas uma pequena parte dele sobrevive na forma de um manuscrito.
Khafi Khan detinha o título Nizam al-Mulki, o que sugere que, durante seus últimos anos, ele serviu Nizam-ul-Mulk, Asaf Jah I, um nobre mogol que estabeleceu o Estado de Hiderabade. Ele era amigo íntimo de Shah Nawaz, outro cortesão de Asaf Jah I e autor de Ma'asir al-umara.